# Calendario svedese
Il calendario svedese fu un equivalente del calendario giuliano, ma con uno scostamento di un giorno in anticipo.
Rimase in uso dall'11 marzo 1700 all'11 marzo 1712 (calendario gregoriano), ovvero dal 29 febbraio 1700 al 29 febbraio 1712 in quello giuliano.
Questi giorni venivano indicati in quel calendario stesso come 1º marzo 1700 e 30 febbraio 1712, rispettivamente.

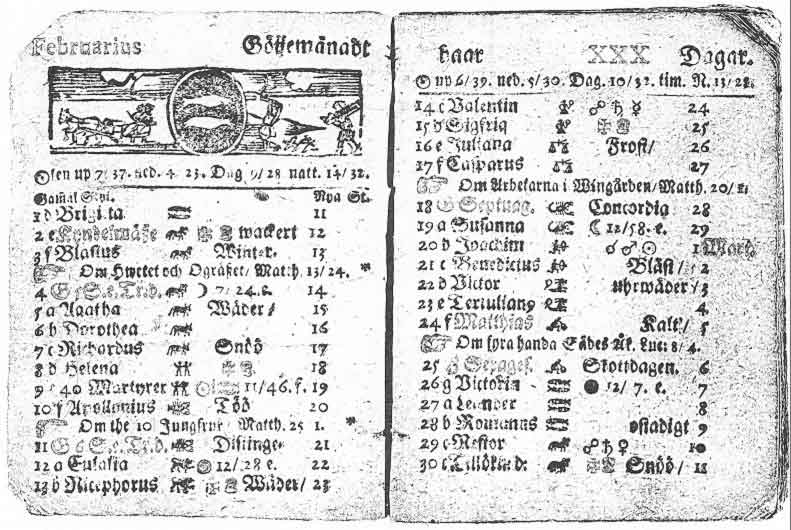
Almanacco svedese che mostra il febbraio 1712 con trenta giorni.

Nel novembre 1699 il re Carlo XII decise che la Svezia avrebbe abbandonato il calendario giuliano per passare a quello gregoriano, che allora era in anticipo di 10 giorni su quello giuliano (oggi di 13).
Per recuperare questi 10 giorni, si decise di eliminare tutti gli anni bisestili dal 1700 al 1740.
In questo modo si sarebbe recuperato un giorno ogni 4 anni; dal 1º marzo 1740 il calendario svedese avrebbe coinciso con quello gregoriano (secondo altre fonti, si sarebbe invece eliminato un giorno da tutti gli anni dal 1700 al 1710).
Quindi venne eliminato il 29 febbraio 1700; ma negli anni successivi si dimenticò di applicare il piano, anche perché Carlo XII era impegnato nella guerra con la Russia.
Così sia il 1704 che il 1708 furono bisestili: in questo modo il calendario svedese era in anticipo costante di un giorno dal calendario giuliano, e in ritardo di 10 da quello gregoriano (la differenza tra questi era infatti diventata nel frattempo di 11 giorni).
Nel gennaio 1711, Carlo XII decise quindi che la Svezia avrebbe abbandonato il suo calendario, che non era utilizzato da nessun altro paese e non aveva raggiunto il suo obiettivo, per tornare al calendario giuliano.
Per recuperare il giorno saltato nel 1700 si stabilì quindi che nel 1712 venisse aggiunto a febbraio un secondo giorno, oltre a quello dovuto perché quell'anno era bisestile.
Così, nel calendario svedese del 1712, febbraio ebbe 30 giorni.
La Svezia passò infine definitivamente al calendario gregoriano nel 1753, saltando i giorni dal 18 al 28 febbraio.
Nonostante ciò, la Svezia non accettò la regola gregoriana per il calcolo della Pasqua fino al 1844, continuando a seguire quella giuliana.